# 小行星8689
小行星8689（英語：8689）是一颗围绕太阳公转的小行星。1992年8月5日，亨利·E·霍爾特在帕洛马山发现了此天体。
这颗小行星的绝对星等为247.83639等。